# サンデーウォッチ
『サンデーウォッチ』は、RKB毎日放送で2015年3月29日から放送が開始された、生放送による福岡県ローカルの情報番組である。放送時間は毎週日曜日の10:30 - 11:24（JST）。
RKBラジオにて2024年11月3日から放送されている兄弟番組『サンデーウォッチR』についても当項で記述する。

## 概要
日曜日の昼前、福岡県と佐賀県を中心とした、地域の役立つ情報や、福岡ソフトバンクホークスを中心としたスポーツの最新情報などを送る。なお、当番組の前身は、金曜深夜に放送していた『瞬感スポーツ』である。

## 出演者
表記がない人物は、RKBアナウンサー（出演当時も含む）。
メインキャスター
- 橋本由紀（2023年10月 -）
- 田畑竜介

スポーツキャスター
- 鬼橋美智子（ローカルタレント）
- 佐藤巧（フリーアナウンサー）

スポーツ解説
- 秋山幸二（RKB野球解説者、元福岡ソフトバンクホークス監督）
- 浜名千広（RKB野球解説者） 前身番組から続投

コメンテーター
- 元村有希子（毎日新聞デジタル報道センター編集委員） 2016年4月 - 、原則月1回
- 山根小雪（日経BP・日経エネルギーNext編集長）
- 浜崎陽一郎（Fusic副社長）
- 三好剛平（三声舎）
- 山口たかし（EE男）
- 山田ローラ（タレント）

お天気キャスター
- 横尾槙哉（気象予報士）[1]

中継リポーター
- 冨士原圭希

過去のメインキャスター
- 武田伊央 （2020年6月 - 2023年9月）
- 武田早絵 （2016年4月 - 2020年5月[2]）
- 宮脇憲一（2018年4月 - 2022年3月）
- 田畑竜介（期間不明）
- 田中みずき
- 三好ジェームス
- 坂田周大

過去のスポーツキャスター
- 福田典子  前身番組『瞬感スポーツ』から続投。2016年6月末をもってRKBを退社し、同時にこの番組も降板。

## 編成変更
- 2018年9月30日は、この日九州地方に接近した台風24号の情報を伝えるため、熊本放送[注釈 1] でも臨時に放送。博多駅や福岡空港などの福岡・佐賀県内から中継を行うだけでなく、熊本放送協力の下、天草市や牛深市からも中継を行った。
- この他にも本番組の時間帯に九州地方に台風接近や上陸のおそれがある場合に、番組の枠は本番組をベースとした報道特別番組に差し替えた上で、他の九州のJNN系列局[注釈 2] とTBS NEWSに同時放送することがある。

## 当番組開始に伴う改編
この番組開始に伴い日曜10時30分枠、月曜19時枠、月曜23時53分枠、水曜19時枠、土曜（金曜深夜）0時20分枠が改編の対象となった。この結果、該当するTBS制作の3番組はすべて同時ネットに切り替えられた。
日曜10時30分枠
当番組スタート、『トコトン掘り下げ隊!生き物にサンキュー!!』（遅れネット）は水曜19時枠（同時ネット）に移動。
月曜19時枠
『私の何がイケないの?』が移動（同時ネット開始）、『みんなの青春のぞき見TV TEEN!TEEN!』は月曜23時53分枠に移動。
月曜23時53分枠
『TEEN!TEEN!』が移動、『有吉ジャポン』は土曜（金曜深夜）0時20分枠（同時ネット）に移動。
水曜19時枠
『生き物にサンキュー!!』が移動（同時ネット開始）、『私の何がイケないの?』（遅れネット）は月曜19時枠（同時ネット）に移動。
土曜（金曜深夜）0時20分枠
『有吉ジャポン』が移動（同時ネット開始）、『瞬感スポーツ』は当番組開始に伴い終了。

## ラジオ番組「サンデーウォッチR」
本番組の兄弟番組として、2024年11月3日から放送されている日曜午後のラジオ番組。RKBラジオにて当該時間帯に自社制作のワイド番組が編成されるのは、2021年9月に終了した『鬼ちゃん・西やんの日曜ちゃちゃちゃ』以来である。放送時間は日曜12:30 - 15:00（JST。『RKBエキサイトホークス』デーゲーム中継編成時は試合開始予定時刻5分前まで。ナイトゲーム中継編成時の終了時間はその都度設定）。
本番組ならびにニュースサイト「RKB NEWS DIG」に連動し、1週間のニュースを振り返る。ただし、プロ野球シーズン中は殆どの週で直後にデーゲーム中継が放送されるため、2024年10月まで当該時間帯に放送された『ホークス&スポーツ』を引き継いでスポーツ情報中心の内容となり、放送時間もプロ野球中継の時間帯によって変動する。
プロ野球シーズンの出演者（2024年3月30日以降）
- パーソナリティー - 橋本由紀
- コメンテーター - あらた（むなかったん）、上杉あずさ

プロ野球オフシーズンの出演者（2024年3月23日まで）
- パーソナリティー - 下田文代
- コメンテーター - 神戸金史、元村有希子、山根小雪、浜崎陽一郎
- コーナー出演 - 橋本由紀、坂田周大